# Posterstein
Posterstein é um município da Alemanha localizado no distrito de Altenburger Land, estado da Turíngia.  Pertence ao Verwaltungsgemeinschaft de Oberes Sprottental.

## Demografia
Evolução da população (em 31 de dezembro):
| - 1994 - 365 - 1995 - 366 - 1996 - 398 - 1997 - 444 | - 1998 - 487 - 1999 - 495 - 2000 - 518 - 2001 - 526 | - 2002 - 521 - 2003 - 527 - 2004 - 507 |

Fonte: Thüringer Landesamt für Statistik
|  |